# اینسا تیتوا
اینسا تیتوا (اوکراینی: Інесса Тітова؛ زادهٔ ۱۸ مارس ۱۹۷۶) بازیکن فوتبال اهل اوکراین است.
وی همچنین در تیم ملی فوتبال زنان اوکراین بازی کرده‌است.